# X-Ray Spex
X-Ray Spex est un groupe de punk rock britannique, originaire de Londres, en Angleterre. Le groupe a une existence courte mais influente. Bien que les X-Ray Spex n'existèrent qu'entre le milieu de l’année 1976 et 1979, ils comptent cinq singles et un album.

## Biographie
À ses débuts, le groupe est composé de la chanteuse Poly Styrene (née Marianne Elliot, aussi appelée Marian ou Marianne), du guitariste Jak Airport (Jack Stafford), du bassiste Paul Dean, de B. P Hurding à la batterie et de Lora Logic (né Susan Whitby) au saxophone. La présence de ce dernier instrument est assez atypique dans la tradition musicale du mouvement punk (sauf chez les Français Lucrate Milk ou Bérurier noir), et c'est cet instrument qui fera l’un des éléments distinctifs du groupe et son identité.
Un autre élément distinctif et typique de X-Ray Spex était la voix stridente et discordante de la chanteuse Poly Styrene. En tant que Mari Elliot, Poly Styrene a réalisé un premier single reggae pour GTO Records en 1976, Silly Billy, qui ne fut pas classé dans les charts britanniques. Née en 1957 à Brixton, Londres, de parents anglais et somaliens, Poly Styrene devint la figure emblématique du groupe et une chanteuse incontournable de la mouvance punk de cette époque. À l’opposé des conventions et des codes de séduction, Poly Styrene portait des couronnes sur les dents et déclara un jour : « Si quelqu’un essaye de faire de moi un sex-symbol, je me rase la tête demain. »
L’album et le titre du single seront respectivement classés 30e et 19e dans les charts londoniens, et Oh Bondage, Up Yours! sera considéré comme une chanson culte du groupe. Elle ne figurait pas à l'origine sur l'album, mais y sera ajoutée ensuite. Le groupe n'eut jamais de promotion en dehors du Royaume-Uni, et l'album Germ Free Adolescents ne fut distribué aux États-Unis qu’à partir de 1992. Épuisée par les tournées, Poly Styrene quittera le groupe en 1979 pour réaliser un album solo, Translucence, avant de joindre le mouvement Hare Krishna (ce que fit aussi Lora Logic, de la même manière, après avoir formé un groupe du nom de Essential Logic).
Poly Styrene, née Marianne Joan Elliott-Said le 3 juillet 1957, est morte le 25 avril 2011, emportée par un cancer,, à peine un mois après avoir sorti un nouvel album.

## Discographie

### Albums studio
- 1978 : Germ Free Adolescents (album classé parmi les 50 plus grands albums de tous les temps catégorie Women who rock par Rolling Stone)[13]
- 1991 : Live At The Roxy
- 1995 : Conscious Consumer

### Singles
- 1977 : Oh Bondage, Up Yours
- 1977 : The Day the World Turned Day-Glo
- 1978 : Identity
- 1978 : Germ Free Adolescents, 1978
- 1979 : Highly Inflammable